# Сасыкбаев, Саткын
Саткы́н Сасыкба́ев (25 сентября 1907, с. Карагайлуу-Булак, Семиреченская область, Российская империя — 4 апреля 1997, Бишкек, Кыргызстан) — советский и киргизский писатель, прозаик, поэт, журналист, переводчик; Народный писатель Кыргызской Республики (1995), Заслуженный работник культуры Киргизской ССР (1974), член Союза писателей СССР (1936), член Союза журналистов СССР (1960).

## Биография
Саткын Сасыкбаев родился в 1907 году в селе Карагайлуу-Булак, нынешнего Кеминского района Чуйской области Кыргызстана, в семье крестьянина-бедняка. Детство Саткына было тяжёлым. В девятилетнем возрасте во время киргизского восстания 1916 года вместе со своими родителями Саткын вынуждены были покинуть страну и бежали в Китай.
Летом 1917 года семья Сасыкбаевых вернулась на родину. Весной 1918 года умер его отец. В 1925 году С. Сасыкбаев поступил в Киргизский педагогический техникум в городе Бишкек.

## Творчество
Окончив техникум в 1929 году, С. Сасыкбаев работал в редакции газеты «Эркин Тоо» литературным сотрудником. Еще во время учёбы в педтехникуме, в 1927 году, С. Сасыкбаев вместе с другими учащимися был на экскурсии в чешской коммуне «Интергельпо», где видел, как чехословацкие рабочие, инженеры строили в Киргизии мастерские, фабрики, жилые дома. После этого С. Сасыкбаев написал первый очерк «Чехословакия в Киргизии», опубликованный затем в газете «Эркин Тоо».
В 1928 году газета «Эркин Тоо» организовала первую литературную страницу, в которой был напечатан рассказ С. Сасыкбаева из жизни студентов «Мин сулуу» («Тысяча красавиц»).
В 1932 году на основе очерка об «Интергельпо» С. Сасыкбаев написал рассказ «Маленький рабочий». В 1933 вышел его первый сборник стихов «Искра труда», посвящённый рабочим промышленности и труженикам сельского хозяйства. В 1935 году отдельным изданием выпустился его новый рассказ «Сын чабана», в котором повествовалось жизнь детей рабочих совхоза «Кок-Мойнок». В конце того же года издался второй сборник стихов С. Сасыкбаева. В 1936 году его приняли в члены Союза писателей СССР. В 1938 году вышел третий сборник стихов С. Сасыкбаева, в котором отражалась новая социалистическая жизнь киргизского народа.
В 1939—1941 годы С. Сасыкбаев в качестве корреспондента находился на строительстве БЧК, железной дороги «Кант-Рыбачье», шоссейной дороги «Кара-Балты-Сусамыр». С очерками и рассказами об этих стройках С. Сасыкбаев систематически выступал в республиканской периодической печати. Ряд его рассказов были посвящены изображению героических боевых подвигов киргизского народа: Нурлана Базаева, командира, депутата Верховного Совета Киргизской ССР («Нурлан»), и писателя Мукая Элебаева («Немеркнущая жизнь»), отдавших свои жизни за свободу Советской родины. Эти и другие рассказы и очерки военных лет были собраны писателем и выпущены в 1948 году отдельным сборником «В дни борьбы».
После окончания Великой Отечественной войны С. Сасыкбаев часто бывал на стройках, фабриках, заводах и шахтах. Особенно привлекали его молодые рабочие шелкомотального комбината в городе Оше. Глубокое знакомство с жизнью рабочей молодёжи, комсомольцев комбината позволило С. Сасыкбаеву создать повесть «Дочь фабрики», которая вышла на киргизском языке в 1956 году и переведённую в 1958 году на русский язык.
В 1957 вышла новая книга С. Сасыкбаева - сборник рассказов и очерков из жизни шахтёров, рабочих заводов и фабрик, строителей дорог и каналов - «Утренний гудок». В конце 1957 года С. Сасыкбаев закончил новый большой роман «Свет под землёй», посвящённый шахтёрам Киргизии. Много стихов, рассказов и очерков С. Сасыкбаева были переведены на русский язык и печатались на периодической печати.
В 1968 году, переведённое произведение на русский язык Сасыкбаева, под названием «Судьба горянки» было включено в сборник «Герои суровых лет». В сборник также вошли произведения Аалы Токомбаева, Чингиза Айтматова, Фёдора Самохина и др.
Немало творческих сил С. Сасыкбаев отдал делу перевода произведений русской и украинской литературы на киргизский язык. Заслуженным успехом у киргизского читателя пользовались его переводы поэм Тараса Шевченко «Марьяна-черница», повестей А. Гайдара «Военная война», А. Бека «Волоколамское шоссе», Н. Ликстанова «Малышок» и др.

### на русском языке
- С. Сасыкбаев. Свет под землёй : Роман / Авториз. пер. с кирг. М. Баялинова и А. Сальникова. — Фрунзе: «Киргизгосиздат», 1958. — 162 с.
- С. Сасыкбаев. Дочь фабрики : Повести и рассказы. — Фрунзе: «Киргизгосиздат», 1958. — 190 с.
- С. Сасыкбаев. Свет под землёй : Роман-хроника / Авториз. пер. с кирг. В. Вакуленко. — Фрунзе: «Кыргызстан», 1973. — 239 с.
- С. Сасыкбаев. Мои современники : (Сб. повестей, рассказов и очерков). — Фрунзе: «Кыргызстан», 1980. — 383 с.
- С. Сасыкбаев. Цена утраты : Повести, воспоминания, рассказы. — Фрунзе: «Кыргызстан», 1983. — 316 с.
- С. Сасыкбаев. Люди труда : Роман. Повести : Пер. с кирг. (Содерж.: Свет над землей: Роман-хроника; Повести: Счастливый очаг; Дочь фабрики; Дней разноцветные нити; Дружба навеки) / Худож. Ж. Карыппаев. — Фрунзе: «Кыргызстан», 1986. — 422 с. — 9000 экз.
- С. Сасыкбаев. Избранное : Роман, повесть / Худож. Б. Жумалиев. — Фрунзе: «Кыргызстан», 1987. — 456 с.
- С. Сасыкбаев. Серый телёнок : Стихи / Худож. К. Турумбеков. — Фрунзе: «Адабият», 1989. — 12 с. — ISBN 5-660-00150-0.

### на киргизском языке
- С. Сасыкбаев. Кичинекей жумушчу (Маленький работник). — Фрунзе: «Кыргызмамбас», 1932. — 26 с.
- С. Сасыкбаев. Эмгек учкуну : Ырлар жыйнагы (Искра труда). — Фрунзе: «Кыргызмамбас», 1933. — 64 с.
- С. Сасыкбаев. Чабандын баласы жана кек музоо : Ангеме (Сын чабана и серый телёнок). — Фрунзе: «Кыргызмамбас», 1935. — 20 с.
- С. Сасыкбаев. Ырлар жыйнагы (Сборник стихов). — Фрунзе: «Кыргызмамбас», 1936. — 26 с.
- С. Сасыкбаев. Ырлар жыйнагы (Сборник стихов). — Фрунзе: «Кыргызмамбас», 1938. — 58 с.
- С. Сасыкбаев. Нурлан. — Фрунзе: «Кыргызмамбас», 1944. — 68 с.
- С. Сасыкбаев. Куреш кундорунде : Ангемелер жана очерктер (В дни борьбы). — Фрунзе: «Кыргызмамбас», 1949. — 155 с.
- С. Сасыкбаев. Биринчи экзамен : Ангеме (Первый экзамен). — Фрунзе: «Кыргызмамбас», 1952. — 66 с.
- С. Сасыкбаев. Фабрика кызы (Дочь фабрики). — Фрунзе: «Кыргызмамбас», 1955. — 272 с.
- С. Сасыкбаев. Тацкы гудок : Ангемелер жана очерктер (Утренний гудок). — Фрунзе: «Кыргызмамбас», 1956. — 251 с.
- С. Сасыкбаев. Завод балдары : Ангеме (Дети завода). — Фрунзе: «Кыргызокуупедмамбас», 1958. — 35 с.
- С. Сасыкбаев. Тупкурдегу нур : Роман (Свет под землёй). — Фрунзе: «Кыргызмамбас», 1958. — 288 с.
- С. Сасыкбаев. Кунестуу ерэенде: Пахта терими боюнча механикаларды жургу- зуучулер женундо очерктер (На солнечной долине). — Фрунзе: «Кыргызмамбас», 1960. — 143 с.
- С. Сасыкбаев. Кужурмендер : Ангемелер, очерктер жыйнагы (Смельчаки). — Фрунзе: «Кыргызмамбас», 1961. — 136 с.
- С. Сасыкбаев. Эжсиин емуру : Документалдык повесть (Жизнь старшей сестры). — Фрунзе: «Кыргызстан», 1966. — 102 с.
- С. Сасыкбаев. Куркуреелуу жээкте (На шумном берегу). — Фрунзе: «Мектеп», 1972. — 250 с.
- С. Сасыкбаев. Эмгек жылдызы : Документалдуу повесть (Звезда труда). — Фрунзе: «Кыргызстан», 1972. — 30 с.
- С. Сасыкбаев. Тандалган чыгармалар : (Избранные произведения). — Фрунзе: «Кыргызстан», 1977. — 516 с.
- С. Сасыкбаев. Бийиктен бийикке : Эмгек каармандары женундэ очерктер (С высоты на высоту). — Фрунзе: «Кыргызстан», 1977. — 39 с.
- С. Сасыкбаев. Жоготуунун эсеси : Повесттер, эскеруулор, ангемелер (Цена утраты). — Фрунзе: «Кыргызстан», 1977. — 39 с.
- С. Сасыкбаев. Тандалмалар : Роман, повесть. (Избранное). — Фрунзе: «Кыргызстан», 1987. — 460 с.

### переводы
- Гайдар А. П. Военная тайна. — Фрунзе: «Киргизгосиздат», 1936. — 192 с.
- Короленко Ю. Р. Комсомольцы на фронте : Очерки. — Фрунзе: «Киргизгосиздат», 1941. — 68 с.
- Бек А. Волоколамское шоссе : Повесть о панфиловцах. — Фрунзе: «Киргизгосиздат», 1950. — 315 с.
- Бабаевский С. Кавалер Золотой Звезды : Роман. — Фрунзе: «Киргизгосиздат», 1952. — 295 с.
- Ликстанов И. Малышок : Повесть. — Фрунзе: «Киргизгосиздат», 1952. — 255 с.
- Толстой Л. Три медведя : Сказка. — Фрунзе: «Киргизгосиздат», 1952. — 16 с.
- Бабаевский С. Кавалер Золотой Звезды : Роман. — Фрунзе: «Киргизгосиздат», 1953. — 322 с.
- Михалков С. Дядя Стёпа. — Фрунзе: «Киргизгосиздат», 1953. — 24 с.
- Земляк Я. Лыжники. — Фрунзе: «Киргизучпедгиз», 1954. — 15 с.
- Бабаевский С. Свет над землёй : Роман. — Фрунзе: «Киргизгосиздат», 1956. — 257 с.
- Рашидов Ш. Айкыз и Алимжан : Повесть. — Фрунзе: «Кыргызстан», 1972. — 67 с.
- Данилов С. Манчары : Повесть. — Фрунзе: «Мектеп», 1975. — 160 с.
- Бек А. Волоколамское шоссе : Повесть. — Фрунзе: «Кыргызстан», 1979. — 460 с.

## Награды
- Орден «Дружбы народов».
- Орден «Знак Почёта» (1 ноября 1958).
- Медаль «За доблестный труд в Великой Отечественной войне 1941—1945 гг.».
- Медаль «За трудовое отличие».
- Медаль «За доблестный труд. В ознаменование 100-летия со дня рождения В. И. Ленина».
- Медаль «Ветеран труда».
- Медаль «30 лет победы в Великой Отечественной войне 1941—1945 гг.».
- Медаль «40 лет победы в Великой Отечественной войне 1941—1945 гг.».
- Народный писатель Кыргызской Республики (1995)[5].
- Заслуженный работник культуры Киргизской ССР (1974).
- Почётные грамоты Верховного Совета Киргизской ССР.